# Heribert Thallmair
Heribert Thallmair (* 23. Mai 1936 in Roth in Mittelfranken) ist ein deutscher Politiker (CSU) und Rechtsanwalt.

## Leben und Politik
Thallmair besuchte das Benediktinergymnasium Ettal und das Humanistische Gymnasium München-Pasing und beendete dieses 1956 mit dem Abitur. Es folgte ein Jurastudium an der Ludwig-Maximilians-Universität München und an der Universität zu Köln. Er legte 1961 sein 1. und 1965 sein 2. Staatsexamen ab und arbeitete anschließend als Rechtsanwalt in Starnberg. In dieser Zeit zog er 1966 bereits für die CSU in den Starnberger Stadtrat und Kreistag ein. Er wurde dann von 1969 bis 2002, als Nachfolger von Rudolf Widmann, zum Ersten Bürgermeister der Stadt Starnberg gewählt. Von 2002 bis 2014 folgte ihm Ferdinand Pfaffinger an der Stadtspitze.
1984 wählte ihn der Bayerische Gemeindetag zum Präsidenten; diese Funktion übte er bis 2002 aus. Von Mai 1994 bis Dezember 1995 und von Januar 1998 bis Dezember 2000 war er Präsident des Deutschen Städte- und Gemeindebunds.
1996 bis 1999 war er auch letzter Präsident des dann durch Volksentscheid aufgelösten Bayerischen Senats. 2002 wurde er zum Ehrenpräsidenten des Bayerischen Gemeindetages ernannt.
Thallmair ist verheiratet und hat drei Kinder.

## Ehrungen
Heribert Thallmair erhielt den Bayerischen Verdienstorden und die kommunale Verdienstmedaille in Gold. 1991 wurde er mit dem Verdienstkreuz 1. Klasse und 2000 mit dem Großen Verdienstkreuz der Bundesrepublik Deutschland ausgezeichnet. Zudem wurde ihm 2003 die Carl-Orff-Medaille verliehen. Diese Auszeichnung erhalten in unterschiedlichen Abständen Personen und Institutionen, die sich in hervorragender Weise um die Sing- und Musikschulen in Bayern verdient gemacht haben. 2017 wurde Heribert Thallmair mit dem „Kommunalpreis“ des Bayerischen Gemeindetages ausgezeichnet.